# Forcipomyia vandiemeni
Forcipomyia vandiemeni är en tvåvingeart som beskrevs av Debenham och Wirth 1984. Forcipomyia vandiemeni ingår i släktet Forcipomyia och familjen svidknott. Inga underarter finns listade i Catalogue of Life.